# Carlos Alfonso González de Orbegoso
Carlos Alfonso González de Orbegoso, V conde de Olmos (Trujillo, 13 de noviembre de 1852-Bayona, 21 de marzo de 1937), fue un político y aristócrata peruano.

## Orígenes familiares
Nacido en el seno de una importante familia trujillana de la antigua nobleza colonial, sus padres fueron Vicente González y Martínez de Pinillos y Emilia de Orbegoso y Martínez de Pinillos, hija del presidente Luis José de Orbegoso. Hermanos suyos fueron los políticos Eduardo y Vicente Víctor, y Luisa María, marquesa de Villa Hermosa y esposa de Auguste Dreyfus.
Su familia era propietaria de importantes haciendas y minas en el norte peruano, especialmente Chuquizongo y Otuzco, a cuya industrialización se dedicó, además, del comercio como jefe de la Casa Dreyfus de Lima.

## Guerra del Pacífico
Partidario de Nicolás de Piérola y tras el derrocamiento del presidente Mariano Ignacio Prado, a pesar de ser un civil sin mayores conocimientos militares, en febrero de 1880 fue nombrado prefecto y comandante general de la importante plaza de Arequipa, departamento en el que organizó y mandó, el llamado Segundo Ejército del Sur. En opinión del historiador Mariano Felipe Paz Soldán, cuando González de Orbegoso ocupó el cargo, era un "joven recién salido a la política y más afecto a los pasatiempos de pompas aristocráticas y a las tertulias de salón que a las rudas tareas y peligros de la guerra".
En marzo de 1880, tuvo que hacer frente a la invasión chilena de los puertos arequipeños de Islay y Mollendo, los cuales fueron completamente saqueados e incendiados, demorando tanto la ofensiva militar del prefecto González de Orbegoso que las tropas invasoras se retiraron sin mayores contratiempos una vez concluida su misión destructora.
Desde su puesto, mantuvo comunicación con el almirante Lizardo Montero, comandante del Primer Ejército del Sur acuertelado en Tacna, a quien por motivos políticos se abstuvo de apoyar militarmente y tras la derrota aliada en la batalla del Alto de la Alianza, ante los pedidos de auxilio del coronel Francisco Bolognesi, quien desde Arica pedía los refuerzos de los restos de Lizardo Montero o del ejército de Segundo Leiva dos días antes de la batalla de Arica, cuando el viejo coronel telegrafió: "Resistiremos hasta quemar el último cartucho", el prefecto Orbegoso lacónicamente le respondió: "Arequipa contesta: ¡Viva el coronel Bolognesi!".
Cuando los restos del ejército peruano derrotado en Tacna arribaron a Arequipa, González de Orbegoso fue reemplazado en su cargo de prefecto, por el también pierolista Pedro Alejandrino del Solar.
Al año siguiente, de regreso en Lima, formó parte del círculo de Piérola, siendo partidario acérrimo de sus dos gobiernos, en uno de los cuales su tío Nemecio Orbegoso fue nombrado secretario de Gobierno y Policía. Como ayudante de campo del jefe supremo Nicolás de Piérola, concurrió junto a él a la Batalla de San Juan y Chorrillos. 
El 31 de agosto de 1889, se casó en Lima con su prima hermana Josefina de Orbegoso y González. La pareja tuvo dos hijos: Vicente y Rosa González de Orbegoso, VI condesa de Olmos. 
A inicios de 1894, se trasladó a Valparaíso, donde como representante de Piérola pactó con Manuel Pablo Olaechea la alianza electoral entre el Partido Demócrata y la Unión Cívica que dio origen a la Coalición Nacional. Al año siguiente, presidió el colegio electoral de Lima que el 12 de agosto proclamó presidente constitucional a Piérola. En esas mismas elecciones, fue elegido senador de la República por La Libertad, cargo en el que permaneció hasta 1899.
En 1905, pidió para sí la rehabilitación del condado de Olmos, título que había ostentado su bisabuela.
Retirado de la vida pública, vivió primero en San Sebastián y luego en Bayona, donde falleció en 1937.